# Давыдова, Ирина Андреевна
Ири́на Андре́евна Давы́дова (27 мая 1988 года, Александров, Владимирская область, РСФСР, СССР) — российская легкоатлетка, чемпионка Европы 2012 и серебряный призёр Летней Универсиады в Шэньчжэне в беге на 400 м с/б. Мастер спорта России международного класса

## Выступления
| Год  | Соревнование                    | Город                | Место | Дисциплина      | Время |
| ---- | ------------------------------- | -------------------- | ----- | --------------- | ----- |
| 2009 | Чемпионат Европы среди молодёжи | Каунас, Литва        | 5     | 400 с барьерами | 56.75 |
| 2011 | Универсиада                     | Шэньчжэнь, Китай     | 2     | 400 с барьерами | 55.50 |
| 2012 | Чемпионат Мира в помещении      | Стамбул, Турция      | 10    | 400             | 53.02 |
| 2012 | Чемпионат Европы                | Хельсинки, Финляндия | 1     | 400 с барьерами | 53.77 |
| 2013 | Универсиада                     | Казань, Россия       | 3     | 400 с барьерами | 54.79 |
| 2014 | Чемпионат Европы                | Цюрих, Швейцария     | 3     | 400 с барьерами | 54.60 |